# Totò e Cleopatra
Totò e Cleopatra è un film del 1963 diretto da Fernando Cerchio.

## Trama
Marco Antonio ha un fratellastro che gli somiglia come una goccia d'acqua: Totonno. Perso d'amore per Cleopatra il primo, losco trafficante di schiavi il secondo, che sostituisce segretamente il condottiero nei momenti più delicati. La continua apparizione ora del vero ora del falso Marco Antonio genera lo scompiglio: la regina d'Egitto non sa più cosa pensare del contraddittorio comportamento dell'uomo che credeva di avere in sua balia, mentre il Senato romano si trova alle prese con repentini mutamenti di intenti. Poi scoppia la guerra fra Roma e l'Egitto: Ottaviano vince gli Egiziani sul campo di battaglia e, come promesso, concede la propria sorella Ottavia in sposa a Totonno, oramai nelle vesti di Marco Antonio.

## Colonna sonora
Della colonna sonora, composta da Carlo Rustichelli, è stata distribuita una versione del brano Tango di Cleopatra, con testo del regista Fernando Cerchio, eseguita da Riz Samaritano con Pino Piacentino e il suo Sestetto nel 1964, su un 45 giri Combo Record, con numero di catalogo 360.

## Distribuzione
La pellicola a colori, rispetto a molti film dell'epoca, venne distribuita nelle sale cinematografiche italiane il 14 agosto 1963 dalla Euro International Film.

## Accoglienza

### Incassi
Incasso accertato a tutto il 31 marzo 1964 359 909 991 lire.

### Critica
Dalle pagine de Il Messaggero di Roma del 6 settembre 1963: «La chiave di volta del successo di pubblico che il film è destinato ad avere è ancora una volta Totò. Irresistibile come sempre, si ride di gusto alle sue battute e alle sue trovate e si ride addirittura senza ritegno, visceralmente in alcune scene dove il nostro comico supera se stesso».